# Code pénal suisse
Pour les autres articles nationaux ou selon les autres juridictions, voir Code pénal.
Lire en ligne

Site officiel

Le Code pénal suisse (CP) du 21 décembre 1937 est le recueil de loi du droit pénal suisse.

## Histoire
Jusqu'en 1942, année de l'entrée en vigueur du code pénal, la Suisse ne dispose que de différents code pénaux cantonaux. Certains cantons ruraux catholiques en sont même dépourvus jusqu'au début du XXe siècle. Ce particularisme pose toute une série de problèmes juridiques, comme celui des demandes d'extradition d'un canton à l'autre alors que ce qui est répréhensible dans un canton ne l'est pas forcément dans l'autre ou n'est pas puni avec la même sévérité. Le code pénal est issu de l'avant-projet de 1893 rédigé par Carl Stooss. Accepté par le peuple le 3 juillet 1938 par 53 % des voix (358 438 « oui » contre 312 030 « non »), il est entré en vigueur le 1er janvier 1942.
Dès 1942, toutes les dispositions des lois cantonales contraires au Code pénal furent abrogées, notamment la peine de mort encore en vigueur dans certains cantons comme le Valais. La dépénalisation des rapports entre personne de même sexe y est également entérinée. De plus, l'essentiel des compétences en matière de droit pénal matériel furent transférées à la Confédération, les cantons ne conservant que des compétences dans le domaine des infractions aux lois de procédures cantonales, aux lois fiscales et une compétence subsidiaire en matière de contraventions. Les dispositions cantonales qui violent cette subsidiarité sont de nul effet. Dans le canton de Genève, elles n'ont pas encore été toutes abrogées (Loi pénale genevoise).

### Révision
La partie générale du Code pénal a été entièrement révisée en 2002 et les modifications apportées sont entrées en vigueur le 1er janvier 2007. Cette réforme est cependant critiquée par nombre de praticiens.
Les principales modifications concernent :
- la disparition de la distinction entre emprisonnement et réclusion au profit de la peine de détention unique ;
- l'obligation, dans le cas d'une peine privative de liberté, de recourir à un plan d'exécution de la sanction ;
- l'introduction des jours-amende, censés introduire davantage d'équité en fixant les amendes proportionnellement aux revenus du condamné (nombre de jours proportionnel à la faute et valeur du jour proportionnelle à la situation économique) ;
- la suppression, en principe, de toute peine privative de liberté inférieure à 6 mois au profit de la peine pécuniaire (en jours-amende).

## Exemples de dispositions

### Trois niveaux de gravité
Le Code pénal suisse classe les infractions en trois niveaux de gravité (articles 10 et 103).
- Contravention : infraction passible d'une amende ;
- Délit : infraction pénale passible d'une peine privative de liberté de moins de trois ans ;
- Crime : infraction pénale passible d'une peine privative de liberté de plus de trois ans.

### Conditions pour être condamné
Une condamnation pénale ne peut être prononcée que si plusieurs conditions cumulatives sont remplies :
- l'acte doit avoir été commis par un être humain (action ou omission, article 11 CP) ;
- l'acte doit être typique, c'est-à-dire présenter tous les « éléments constitutifs » définissant l'infraction (typicité, article 1 CP) ;
- l'acte doit être illicite, c'est-à-dire qu'il ne doit pas être autorisé par la loi ou relever de la légitime défense ou de l'état de nécessité (illicéité, articles 14, 15 et 17 CP) ;
- l'auteur de l'acte doit être coupable, c'est-à-dire responsable de ses actes et ne pas être excusable (culpabilité, articles 16 et 18 à 21 CP).

Une « exemption de peine » est possible s'il n'y a pas d'intérêt à condamner (culpabilité ou conséquences peu importantes, article 52 CP), si l'auteur a réparé le dommage causé (article 53 CP) ou s'il a été directement atteint par les conséquences de son acte (article 54 CP).

### Peines et mesures
Le Code pénal prévoit les peines suivantes :
- Amende (jusqu'à 10 000 francs, sauf exception prévue par la loi, article 106 CP) ;
- Peine pécuniaire en jours-amende (articles 34 à 36 CP) ;
- Peine privative de liberté (articles 40 et 41 CP) ;

Les peines peuvent être, sur demande de la personne condamnée et à certaines conditions, exécutées sous la forme de  travail d'intérêt général (article 79a CP) ;
Il prévoit aussi les mesures suivantes:
- Les mesures thérapeutiques (traitement des troubles mentaux; art. 59 CP et traitement des addictions; art. 60 CP)
- L'internement (art. 64 à 65 CP)
- Le cautionnement préventif (art. 66 CP)
- L'expulsion (art. 66a à 66d CP)
- L'interdiction d’exercer une activité, l'interdiction de contact et l'interdiction géographique (art. 67 à 67d CP)
- L'interdiction de conduire (art. 67e CP)
- La publication du jugement (art. 68 CP)
- La confiscation (art. 69 à 72 CP)
- L'allocation au lésé (art. 73 CP)

## Contenu
| Titre                                                            | Titre | Articles           |
| Livre premier : Dispositions générales                           | Livre premier : Dispositions générales                                                                                        | 1 - 110            |
|                                                                  | Titre premier : Application de la loi pénale                                                                                  | 1 - 8              |
|                                                                  | Titre deuxième : Conditions de la répression                                                                                  | 9 - 34             |
|                                                                  | Titre troisième : Peines, mesures de sûreté et autres mesures                                                                 | 35 - 81            |
|                                                                  | Titre quatrième : Enfants et adolescents                                                                                      | 82 - 99            |
|                                                                  | Titre cinquième : Jeunes adultes                                                                                              | 100 - 110          |
| Livre deuxième : Dispositions spéciales                          | Livre deuxième : Dispositions spéciales                                                                                       | 111 - 332          |
|                                                                  | Titre premier : Infraction contre la vie et l'intégrité corporelle                                                            | 111 - 136          |
|                                                                  | Titre deuxième : Infractions contre le patrimoine                                                                             | 137 - 172ter       |
|                                                                  | Titre troisième : Infractions contre l'honneur et contre le domaine secret ou le domaine privé                                | 173 - 186          |
|                                                                  | Titre quatrième : Crimes ou délits contre la liberté                                                                          | 180 - 186          |
|                                                                  | Titre cinquième : Infractions contre l'intégrité sexuelle                                                                     | 187 - 212          |
|                                                                  | Titre sixième : Crimes ou délits contre la famille                                                                            | 213 - 220          |
|                                                                  | Titre septième : Crimes ou délits créant un danger collectif                                                                  | 221 - 230          |
|                                                                  | Titre huitième : Crimes ou délits contre la santé publique                                                                    | 231 - 239          |
|                                                                  | Titre neuvième : Crimes ou délits contre les communications publiques                                                         | 237 - 239          |
|                                                                  | Titre dixième : Fausse monnaie, falsification des timbres officiels de valeurs, des marques officielles, des poids et mesures | 240 - 250          |
|                                                                  | Titre onzième : Faux dans les titres                                                                                          | 251 - 257          |
|                                                                  | Titre douzième : Crimes ou délits contre la paix publique                                                                     | 258 - 263          |
|                                                                  | Titre douzièmebis : Délits contre les intérêts de la communauté internationale                                                | 264                |
|                                                                  | Titre treizième : Crimes ou délits contre l'État et la défense nationale                                                      | 265 - 278          |
|                                                                  | Titre quatorzième : Délits contre la volonté populaire                                                                        | 279 - 284          |
|                                                                  | Titre quinzième : Infractions contre l'autorité                                                                               | 285 - 295          |
|                                                                  | Titre seizième : Crimes ou délits de nature à compromettre les relations avec l'étranger                                      | 296 - 302          |
|                                                                  | Titre dix-septième : Crimes ou délits contre l'administration de la justice                                                   | 303 - 311          |
|                                                                  | Titre dix-huitième : Infractions contre les devoirs de fonction et les devoirs professionnels                                 | 312 - 322bis       |
|                                                                  | Titre dix-neuvième : Corruption                                                                                               | 322ter - 322octies |
|                                                                  | Titre vingtième : Contraventions à des dispositions du droit fédéral                                                          | 323 - 322          |
| Livre troisième : Entrée en vigueur et application du code pénal | Livre troisième : Entrée en vigueur et application du code pénal                                                              | 333 - 401          |
|                                                                  | Titre premier : Relation entre le code pénal et les lois fédérales et cantonales                                              | 333 - 335          |
|                                                                  | Titre deuxième : Relation entre le code pénal et la législation antérieure                                                    | 336 - 339          |
|                                                                  | Titre troisième : Juridiction fédérale et juridiction cantonale                                                               | 340 - 344          |
|                                                                  | Titre quatrième : Les autorités cantonales. Leur compétence matérielle et locale. Entraide                                    | 345 - 358          |
|                                                                  | Titre quatrièmebis : Avis concernant des infractions commises à l'encontre de mineurs                                         | 358bis - 358ter    |
|                                                                  | Titre cinquième : Casier judiciaire                                                                                           | 359 - 364          |
|                                                                  | Titre sixième : Procédure | 364 - 368          |
|                                                                  | Titre septième : Procédure à l'égard des enfants et des adolescents                                                           | 369 - 373          |
|                                                                  | Titre huitième : Exécution des peines. Patronage                                                                              | 374 - 381          |
|                                                                  | Titre neuvième : Etablissements                                                                                               | 382 - 393          |
|                                                                  | Titre dixième : Grâce. Révision                                                                                               | 394 - 397          |
|                                                                  | Titre onzième : Dispositions complémentaires et finales                                                                       | 397bis - 401       |
| Dispositions finales de la modification du 18 mars 1971          | |                    |